# Die dunkle Saat (Film)
Die dunkle Saat (Originaltitel: Dark Harvest) ist ein Horrorfilm von David Slade, der im Oktober 2023 in Nordamerika als Video-on-Demand veröffentlicht wurde; in Deutschland erschien er bei Prime Video. Der Film basiert auf dem gleichnamigen Roman von Norman Partridge.

## Handlung
Ein Monster namens Sawtooth Jack terrorisiert die Bewohner einer kleinen Stadt im Mittleren Westen. Jedes Jahr an Halloween erhebt es sich mit seinem Fleischermesser aus den Maisfeldern und macht Jagd auf jene, die seinen Weg kreuzen. Die Jungen dieser Stadt stellen sich ihm jedes Jahr aufs Neue, und im letzten Jahr hat sich Richie Shepards Bruder hervortun können.

## Produktion

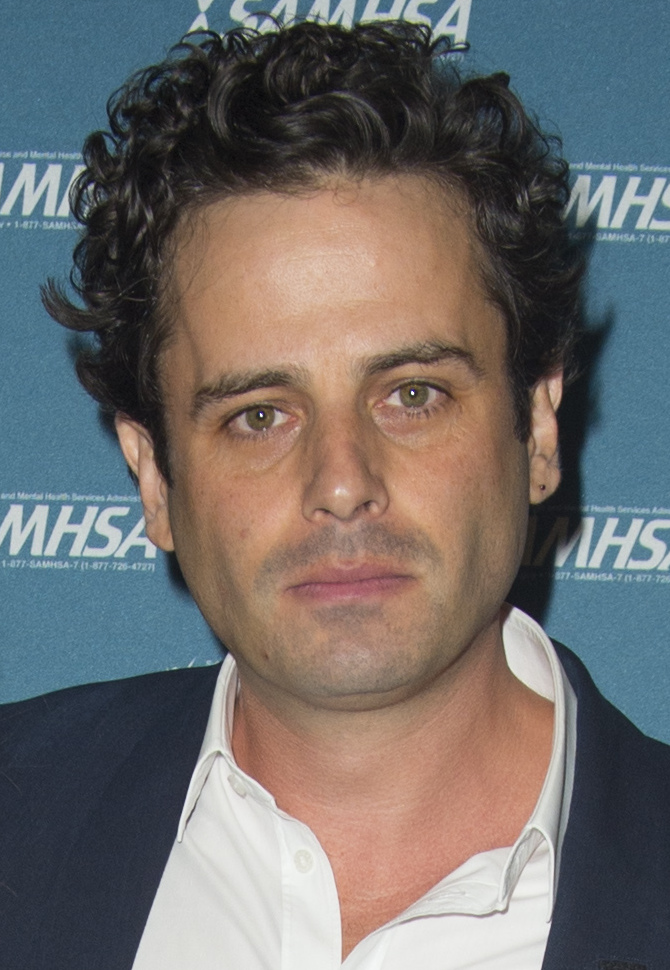
Luke Kirby spielt Officer Jerry Ricks

Der Film basiert auf dem Roman Dark Harvest von Norman Partridge aus dem Jahr 2006, der auf Deutsch unter dem Titel Die dunkle Saat veröffentlicht wurde. Dieser wurde von Michael Gilio für den Film adaptiert.
Regie führte der Brite David Slade, der nach seinem letzten Film Eclipse – Biss zum Abendrot von 2010, in dem es um Vampire ging, unter anderem in dieser Funktion für die Fernsehserie Hannibal tätig war.
In den Hauptrollen sind der Nachwuchsschauspieler Casey Likes als Richie Shepard, Jeremy Davies als Dan Shepard, Elizabeth Reaser und der Kanadier Luke Kirby als Officer Jerry Ricks zu sehen. Alejandro Akara spielt Bud, Steven McCarthy Coach Nelson und Britain Dalton Jim Shephard.
Die Dreharbeiten fanden im Sommer 2021 in den kanadischen Orten Beausejour und Winnipeg statt. Als Kameramann fungierte Larry Smith.
Die Filmmusik komponierte Brian Reitzell, mit dem Slade bereits für 30 Days of Night zusammenarbeitete.
Der Kinostart in den USA war am 9. September 2022 geplant. Im gleichen Monat sollte er auch in einigen europäischen Ländern starten, so am 22. September 2022 in Deutschland. Letztlich kam er am 11. Oktober 2023 für einen Tag in die US-Kinos. Am 13. Oktober 2023 wurde er in Nordamerika als Video-on-Demand veröffentlicht.

## Rezeption

### Altersfreigabe
In den USA erhielt der Film von der MPAA ein R-Rating, was einer Freigabe ab 17 Jahren entspricht.

### Kritiken
Von den bei Rotten Tomatoes aufgeführten Kritiken sind 70 Prozent positiv.

## Ausgaben
- Norman Partridge: Dark Harvest. Cemetery Dance 2006, ISBN 978-1-58767-147-0
  - Die dunkle Saat, Übers. Bernhard Kleinschmidt. Reinbek: Rowohlt 2008, ISBN 978-3-499-24764-4